# Alla breve
  Alla breve такт (фр. alla breve) или двополовински такт (итал. alla breve — накратко) у музици означава  такт у коме је јединица бројања половина ноте.
Значи, ако пише аlla breve такт, цела нота траје два откуцаја, а две четвртине или четири осмине изводе се на један откуцај. Види следећи нотни пример:

## Примена аlla breve такта
Аlla breve-такт се обично примењује за композиције у брзом темпу, у циљу упрошћавања изгледа нотног текста (нпр. уместо  пише се  и сл.).